# Vintém

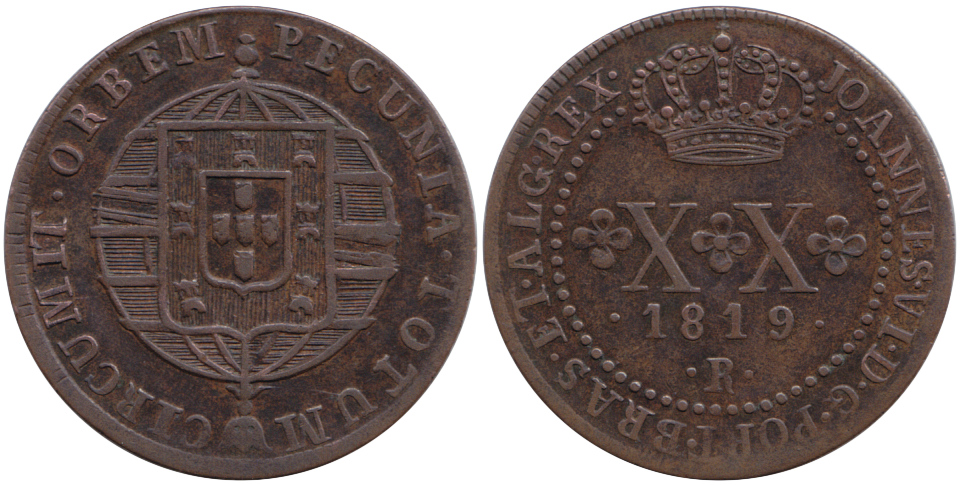
Moeda de 20 réis de cobre, cunhada na Casa da Moeda do Rio de Janeiro (Letra Monetária R) por D. João VI em 1819. Moeda de nº 506 no Livro das moedas do Brasil, p.271.

Vintém, palavra derivada de vinteno, através do fenômeno linguístico da contração. Nesse sentido foi usada para designar uma antiga moeda de valor de 20 réis, em Portugal e no Brasil. Em Portugal correspondeu depois a 2 centavos com a introdução do escudo (1000 reis = 1 escudo).
No Brasil correspondeu à vigésima parte do cruzado (moeda de ouro com valor de face de 400 réis). Deixou de ter curso legal em 1942 com o advento do Cruzeiro. Porém o real (réis) passou a ser um sinônimo de cruzeiro.
O vintém de cobre foi cunhado no Brasil de 1693 até aproximadamente 1832. Foram cunhados vinténs de bronze por D. Pedro II do Brasil de 1868 até 1870 e durante a República, de 1889 a 1912. O vintém de cobre produzido no Rio de Janeiro de 1889 até 1912 é facilmente reconhecido por conter em seu reverso os dizeres "vintém poupado vintém ganho."  Os últimos vinténs contendo cobre foram produzidos de 1918 a 1935, em cuproníquel. As datas de cunhagem não correspondem à circulação efetiva das moedas, pois só se cunhava para suprir necessidades monetárias.
Houve também um vintém em prata, cunhado de 1695 a 1699 apenas. Vinténs em ouro nunca existiram, mas houve um famoso Vintém de Ouro, que na verdade era de cobre, valia 37,5 réis, e era usado para comprar 1 vintém (unidade de massa) de ouro na região das Minas Gerais.
Na cultura popular, uma pessoa que está sem nenhum vintém está relativamente sem dinheiro. Também foi frequente a expressão não vale nem um vintém, isto é, não tem valor, vale pouca coisa.
A criação de um imposto de um vintém sobre os preços da passagem de bonde gera um movimento popular conhecida como Revolta do Vintém.